# De iure naturae et gentium (libri octo)
De iure naturae et gentium (libri octo) è un'opera del giurista e filosofo tedesco Samuel von Pufendorf, pubblicata nel 1672.

## Premessa
Questo lavoro prese in gran parte le teorie di Grozio e molte idee dalla dottrina di Hobbes, aggiungendovi le sue idee per sviluppare il suo schema sul diritto delle nazioni o delle nazioni. 

## Tema e contenuto
Il primo punto importante da riconoscere nell'opera è che Pufendorf spiega che la legge naturale non si estende oltre i limiti di questa vita e si limita solo a regolare gli atti esterni. Mette quindi in discussione la tesi hobbesiana e, a differenza del filosofo inglese, Pufendorf sostiene che lo stato di natura non è uno stato di guerra o di conflitto, ma di pace. Ma questa pace è debole e insicura, e se non c’è alcun fattore o elemento che venga in suo aiuto, si può fare ben poco per la preservazione dell’umanità. Per quanto riguarda il diritto pubblico, che riconosce lo Stato (civitas) come persona morale (persona moralis), esso sostiene che la volontà dello Stato non è altro che la somma delle volontà individuali che lo costituiscono e che questa associazione sarebbe «lo Stato»; per questo motivo lo Stato ha la necessità di sottoporre l'uomo ad una disciplina essenziale per la sua sicurezza. Questa 'sottomissione' nel senso di obbedienza e rispetto reciproco, poiché per Pufendorf la legge fondamentale della ragione è l'esistenza di una vita pacifica tra gli uomini, e tale legge è la base della legge naturale.  Per quanto riguarda il diritto internazionale, Pufendorf difende con forza l'idea che questo diritto non dovrebbe essere limitato o ristretto solo alle nazioni cristiane, ma dovrebbe creare un legame comune tra tutti i popoli, poiché tutte le nazioni fanno parte dell'umanità. Secondo Pufendorf, in merito alla legge fondamentale del Diritto Naturale ogni soggetto deve avere sentimenti di socievolezza, preservando una società pacifica, conforme alla costituzione e con tutto il genere umano.
Il diritto naturale quindi può essere inteso come un insieme di regole o di ragionamenti per la realizzazione della convivenza più pacifica possibile. Vengono quindi rielaborate le tesi giusnaturalistiche, già affrontate da altri giuristi nel corso del XVII secolo.